# Walther Schmieding

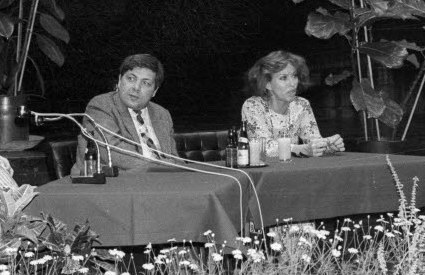
Walther Schmieding mit Ursula Lingen bei einer Podiumsdiskussion während der Kieler Woche 1976

Walther Schmieding (* 12. Dezember 1928 in Beuthen in Oberschlesien; † 16. Mai 1980 in West-Berlin) war ein deutscher Kulturjournalist. Bekannt wurde er vor allem als Moderator der Kultursendung aspekte.

## Leben
Walther Schmieding wurde am 12. Dezember 1928 im oberschlesischen Beuthen (dem heutigen Bytom) geboren. Er studierte Volkswirtschaftslehre, ging dann aber zur Zeitung, zunächst nach Recklinghausen. Danach wechselte er zu den Ruhr Nachrichten nach Dortmund, wo er bis 1963 Mitglied der Kulturredaktion war. Er beschäftigte sich vor allem mit dem noch relativ neuem Medium Fernsehen. Er wechselte zum ZDF nach Mainz, wo er leitender Redakteur und Moderator des Kulturmagazins aspekte wurde.
Für die Vermittlung eines allgemeinverständlichen Zugangs zu Theater, Musik, Kunst, Literatur, Kino und Kulturpolitik wird Schmieding 1967 von der Hörzu mit der „Goldenen Kamera“ ausgezeichnet. Im folgenden Jahr wurde er parallel zu seiner Tätigkeit beim ZDF zum Intendanten der Berliner Festspiele berufen. Dieter Thomas Heck begrüßte ihn am 19. Mai 1971 im Publikum der 24. ZDF-Hitparade als Moderator von aspekte. Schmieding erhielt auch ein Angebot des Schauspielhauses Bochum, lehnte dies jedoch zugunsten seiner Arbeit beim ZDF ab. Darüber hinaus war er zudem noch schriftstellerisch tätig. Zu seinen bekanntesten Werken gehört Aufstand der Töchter  von 1979. Er gehörte seit 1975 dem deutschen PEN-Zentrum an und war dort Vizepräsident.
Walther Schmieding starb am 16. Mai 1980 im Alter von nur 51 Jahren in Berlin an Krebs.
Die Grabstätte von Walther Schmieding befindet sich auf dem St.-Annen-Kirchhof in Berlin-Dahlem.

## Werke
- Kunst oder Kasse. Der Ärger mit dem deutschen Film. Rütten & Loening, Hamburg 1961.
- Aufstand der Töchter. Russische Revolutionärinnen im 19. Jahrhundert. Kindler, München 1979, ISBN 3-463-00765-7.

## Auszeichnungen
- 1967 Goldene Kamera für aspekte